# Plicosepalus sagittifolius
Plicosepalus sagittifolius là một loài thực vật có hoa trong họ Loranthaceae. Loài này được (Engl.) Danser miêu tả khoa học đầu tiên năm 1933.